# Lago Kogeler
El lago Kogeler (en alemán: Kogelersee) es un lago situado en el distrito de Llanura Lacustre Mecklemburguesa, en el estado de Mecklemburgo-Pomerania Occidental (Alemania), a una altitud de 90.8 metros; tiene un área de 39 hectáreas.
Se encuentra ubicado al oeste del lago Müritz, el mayor de Alemania, y a pocos kilómetros al norte de la frontera con el estado de Brandeburgo.